# Григорий IX
Григорий IX (лат. Gregorius PP. IX, в миру — Уголино деи Конти ди Сеньи, итал. Ugolino dei Conti di Segni; между 1145 и 1170 — 22 августа 1241) — Папа Римский с 19 марта 1227 года по 22 августа 1241 года. Известен как основатель инквизиции и поборник крестовых походов на Русь.

## Ранние годы
Уголино родился в Ананьи. Дата его рождения варьируется в источниках между 1145 и 1175 годами. Вероятно, он родился ок. 1170 года. Получил образование в университетах Парижа и Болоньи.
Уголино был возведён в сан кардинала-дьякона с титулярной диаконией Сант-Эустакьо своим дядей, папой Иннокентием III, в декабре 1198 года, тогда же стал архипресвитером папской Ватиканской базилики. В 1206 году он был повышен до звания кардинала-епископа Остии и Веллетри. Он стал деканом Священной коллегии кардиналов в 1218 или 1219 году. По особому запросу святого Франциска в 1220 году папа Гонорий III назначил Уголино кардиналом-протектором ордена францисканцев.
В качестве кардинала Остии он обрёл широкий круг знакомств, среди них была, в частности, тогдашняя королева Англии Изабелла Ангулемская.

## Папство
Григорий IX был (по тем временам) в преклонном возрасте, когда он был возведен на папский престол в 1227 году. Он взял себе имя «Григорий», потому что был предложен в качестве кандидата в монастыре Святого Григория.
Будучи преемником Гонория III (1216—1227), следовал традициям Григория VII (1073—1085) и Иннокентия III, продолжая укрепление римского престола.

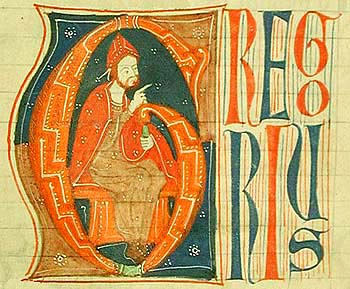
Григорий IX

### Инквизиция
Встревоженный распространением ересей в Испании и Франции, а также насилием толпы против еретиков, в 1231 году Григорий IX учредил папскую инквизицию, чтобы упорядочить разбирательства дел против еретиков, хотя он не одобрял применение пыток в качестве инструмента давления. В 1232 году папа передал инквизицию в руки доминиканцев.

### Северные крестовые походы
Григорий IX одобрил Северные крестовые походы Тевтонского ордена, целью которых было крещение прибалтийских языческих народов, и которые привели к попыткам католических колонизаторов захватить земли русских (Псковского и Новгородского княжеств).
23 января 1229 года он направил послания в Ригу, Любек, Швецию, на Готланд с призывом начать торговую блокаду Руси «до тех пор, пока не прекратят все враждебные действия против новокрещённых финнов». Рекомендовалось воспретить поставлять на Русь оружие, железо, медь, свинец, лошадей и продовольствие. Примечательно, что папские послания были выпущены в период, когда в Новгороде разразился жесточайший голод, при этом немецкие купцы папу не послушались и новгородцев в конце концов выручили.
3 февраля 1232 года папа выдает своему легату Балдуину Альнскому послание, запрещающее заключать мир или заключать соглашения с язычниками и русскими (Rutenus).
В булле от 24 ноября 1232 года Григорий IX просил Ливонское братство меча направить войска, чтобы защитить наполовину языческую Финляндию, крещение которой проводили шведские епископы, от колонизации её новгородцами.
В 1234 году войска Ливонского ордена потерпели поражение от новгородцев, возглавляемых князем Ярославом Всеволодовичем, в сражении на Омовже близ Юрьева. Но уже в 1237 году Григорий IX обратился уже ко шведам с призывом организовать крестовый поход в Финляндию.
Послания папы способствовали консолидации католических колонизаторов в попытках завоевать территории Новгородского и Псковского княжеств после того, как в 1201—1216 годах были отторгнуты земли Ливонии, входившие в территорию Полоцкого княжества.

### Учение о рабстве евреев

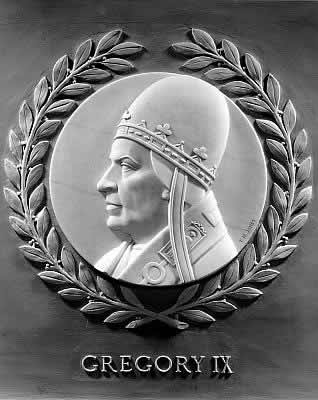
Барельеф Григория IX, Палата представителей США

В утверждённых в 1234 году «Декреталиях» он закрепил учение о «perpetua servitus iudaeorum» — вечном рабстве евреев. В соответствии с ним, последователи Талмуда должны оставаться в состоянии политического рабства до Судного Дня. В 1239 году под влиянием Николая Донина, крещеного еврея, Григорий приказал, чтобы все копии Талмуда были конфискованы. После общественного диспута между христианскими и еврейскими богословами 12000 рукописей Талмуда были сожжены 12 июня 1242 года в Париже.

### Поддержка нищенствующих орденов
Григорий был сторонником нищенствующих орденов, в которых он видел отличное средство для противодействия тяге к роскоши, свойственной многим священнослужителям. Он был другом святого Доминика, а также Франциска Ассизского.
Папа канонизировал Франциска Ассизского и многих других популярных в католицизме святых, в том числе Елизавету Венгерскую и Антония Падуанского.

## Конфликт с Фридрихом II
Во время своей коронации в Риме 22 ноября 1220 года Фридрих II дал обет отправиться в Святую Землю в августе 1221 года. Григорий IX постоянно напоминал ему о данном обете, поскольку император не торопился его исполнять. Это внесло раздор в их отношения. В итоге император всё-таки отправился в Святую Землю, но в это время Рейнальд, имперский губернатор Сполето, вторгся в Папскую область. В июне 1229 года Фридрих II вернулся из Святой земли, разгромил папскую армию, которую послал Григорий IX вторгнуться в Сицилию, и вступил в открытый конфликт с папой.
Григорий IX и Фридрих пришли к перемирию, но после разгрома Фридрихом Ломбардской лиги в 1239 году вероятность того, что он сможет доминировать во всей Италии, превратилась в реальную угрозу. В 1239 году Григорий IX отлучил его от церкви. Началась война. Попытка организации собора для осуждения императора в 1241 году была сорвана действиями императорского сына Энцо, перехватившего на море корабли с епископами. Войско императора подступило к Риму, в то время как монголы вышли на границы Германии (существует версия о стратегическом союзе монголов с императором против гвельфов).
Борьба прекратилась только со смертью Григория IX 22 августа 1241 года. Его преемником стал Иннокентий IV, который объявил крестовый поход в 1245 году, чтобы ликвидировать угрозу Гогенштауфенов.
Булла Григория Vox in Rama (1234), изданная с целью организации крестового похода против крестьянских общин штедингов на севере Германии, которые не хотели платить церковной десятины, является первым официальным церковным документом, который объявляет чёрную кошку воплощением Сатаны. Возможно, именно эта булла, поощрявшая истребление кошек, стала одной из косвенных причин эпидемии чумы, пришедшей из Центральной Азии — в таких условиях резко возросла численность крыс, переносчиков чумы.